# Franciscus Kenninck
Franciscus Kenninck (* 18. Juni 1859 in Den Helder; † 10. Februar 1937 in Utrecht) war von 1920 bis 1937 der zwölfte alt-katholische Erzbischof von Utrecht.

## Leben

### Kindheit und Jugend
Kennincks Familie stammte väterlicherseits aus Brügge. Er durchlief die alte Lateinschule in Amersfoort, die damals weitgehend von den Humanisten des alt-katholischen Seminars besucht wurde. Selten überstieg die Gesamtzahl der Schüler dieser Schule 25 bis 30, Kenninck war daher ein Jahr lang der einzige Schüler in seiner Klasse. Er war sehr begabt in den klassischen Sprachen, was für seine spätere Arbeit als theologischer Lehrer prägend werden sollte.

### Erste Tätigkeiten
Im Jahr 1886, noch vor seiner Priesterweihe am 24. Juni 1888 wurde er zum Professor der Exegese und der Einleitungswissenschaft ernannt. 1898 wurde er unter Beibehaltung seiner Professur Pfarrer in Amersfoort bis zum Jahre 1910, als er in das Priesterseminar als Präsident und Professor für Dogmatik zurückkehrte.
Bereits seit 1909 war er Kanon des Metropolitankapitels von Utrecht.
Nachdem er am 2. Juli 1912 als Nachfolger von Jacobus Johannes van Thiel zum Bischof von Haarlem gewählt wurde, lehnte er die Wahl dankend ab, vor allem, weil er sich nach seiner kurzen Tätigkeit als Präsident des Priesterseminars nicht berechtigt fühlte, diese Funktion schon wieder aufzugeben.

### Bischofsamt
Nach dem Tod von Erzbischof Gerardus Gul wurde Kenninck am 8. März 1920 zu dessen Nachfolger gewählt und am 28. April empfing er die Bischofsweihe durch Henricus Theodorus Johannes van Vlijmen, Cornelius Diependaal und Georg Moog. Dieses Amt, das er im Alter von 60 Jahren annahm, hatte er bis zu seinem Tod im Jahr 1937 inne.
In seiner 17 Jahre währenden Amtszeit entwickelte er unter seinem bischöflichen Wahlspruch Gratia Dei Mecum (Gottes Gnade sei mit mir) eine vielfältige Tätigkeit. In seiner Amtszeit wurde der obligatorische Zölibat für Priester aufgehoben, eine beratende Synode eingerichtet und es fanden grundlegende Innovationen in den Bereichen der Liturgie, der Katechese sowie der Kirchenmusik statt. Seinem Interesse folgend engagierte er sich als Vorreiter der wachsenden ökumenischen Bewegung und legte dabei den Grundstein für die volle Gemeinschaft mit der anglikanischen Kirche ebenso wie für das Gespräch mit den Kirchen der Orthodoxie.